# Нотозавры
Нотоза́вры (лат. Nothosaurus, от др.-греч. νόθος σαῦρος — ложный ящер) — род вымерших морских пресмыкающихся из семейства Nothosauridae, живших во времена триасового периода (247,2—201,3 млн лет назад). Ископаемые остатки найдены на территории Европы и Азии. Достигал в длину 3 метра, но найденные образцы N. giganteus достигали 6 метров в длину. Впервые был описан Мюнстером в 1834 году.

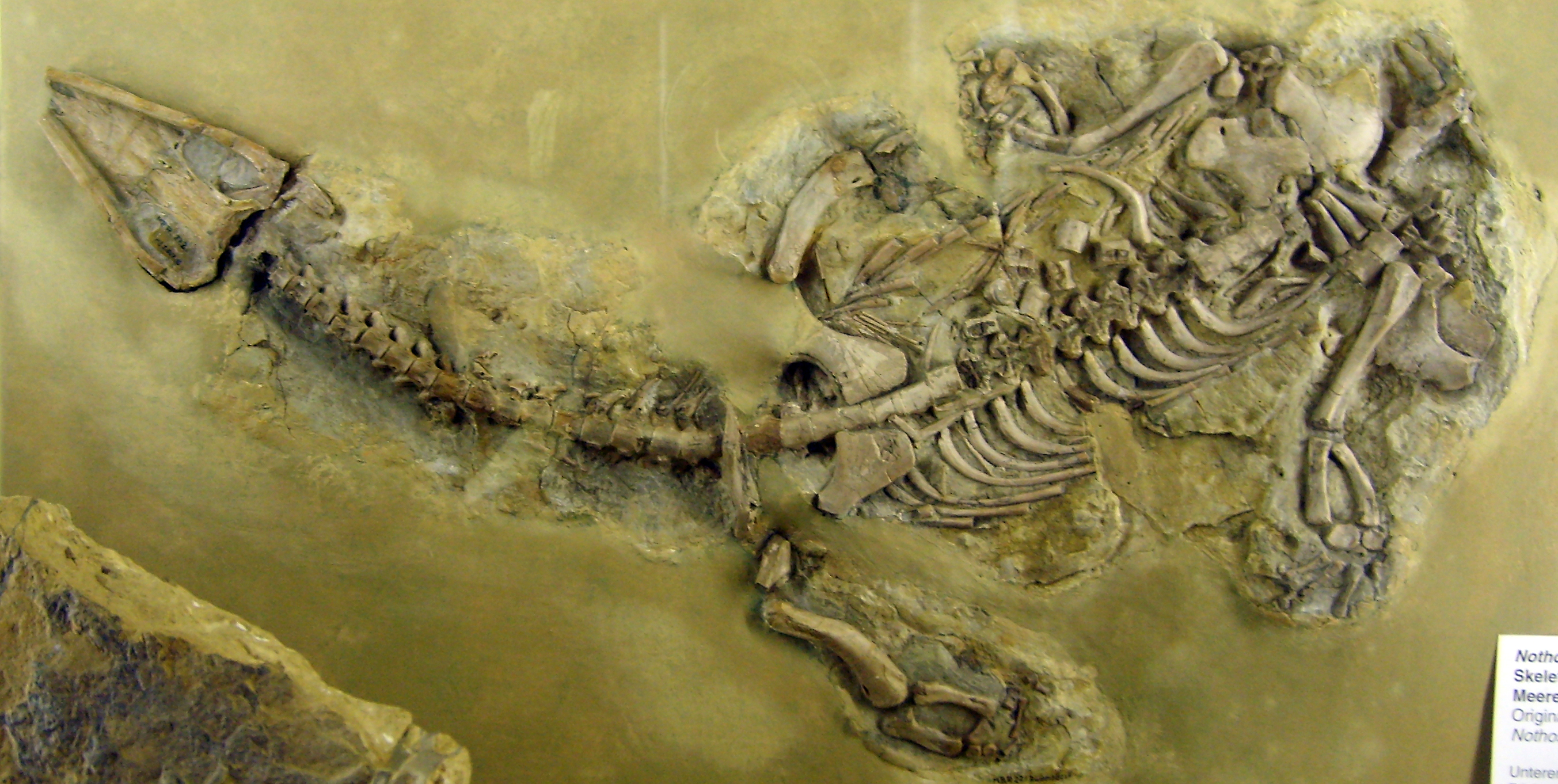

## Описание
Череп удлинённый и плоский, длинные челюсти снабжены острыми сцепляющимися зубами, некоторые из них в виде парных клыков, представлявших грозный капкан для рыбы, которой питался нотозавр. Конечности перепончатые, с пятью длинными пальцами, могли использоваться как для передвижения по суше, так и для плавания. Тело, шея и хвост длинные и гибкие. Мускулистый хвост помогал при плавании. Нотозавры достигали зрелости в возрасте трёх лет и жили до шести лет. Размножались нотозавры на берегах и в прибрежных скальных пещерах. Возможно, самки откладывали яйца в прибрежный песок, как современные морские черепахи.
Учёные полагают, что одна из эволюционных ветвей нотозавров дала начало плезиозаврам — группе всецело морских рептилий, включавшей лиоплевродона, длинношеего криптоклида и других гигантских хищников.

## Классификация
По данным сайта Fossilworks, на декабрь 2016 года в род включают 9 вымерших видов:
- Nothosaurus edingerae Schultze, 1970
- Nothosaurus giganteus Münster, 1834 [syn. Nothosaurus aduncidens Meyer, 1855, Nothosaurus andriani Meyer, 1939, Nothosaurus angustifrons Meyer & Plieninger, 1844, Nothosaurus baruthicus Geissler, 1895, Nothosaurus chelydrops Fraas, 1896, Opeosaurus suevicus Meyer, 1847, Paranothosaurus amsleri Peyer, 1939]
- Nothosaurus ichthyospondylus Fraas, 1896
- Nothosaurus juvenilis Edinger, 1921
- Nothosaurus marchius Koken, 1893 [syn. Nothosaurus crassus Schröder, 1914, Nothosaurus oldenburgi Schröder, 1914, Nothosaurus procerus Schröder, 1914, Nothosaurus raabi Schröder, 1914, Nothosaurus schroederi Huene ,1944]
- Nothosaurus mirabilis Münster, 1834 [syn. Dracosaurus bronni Auct, 1834, Nothosaurus bergeri Edinger, 1921, Nothosaurus muensteri Meyer, 1847]
- Nothosaurus rostellatus Shang, 2006
- Nothosaurus tchernowi Haas, 1980
- Nothosaurus winterswijkensis Albers & Rieppel, 2003

Ещё несколько биноменов входят в род в статусе nomen dubium: Conchiosaurus clavatus Meyer, 1833, Elmosaurus lelmensis Huene, 1957, Kolposaurus dichthadius Skuphos, 1893, Metriorhynchus priscus Münster, 1834, Nothosaurus hecki Fritsch, 1894, Nothosaurus schimperi Meyer, 1834, Nothosaurus unexpectus Young, 1965, Nothosaurus venustus Munster, 1834, Plesiosaurus speciosus Munster, 1834, Simosaurus mougeoti Meyer, 1847.

## В массовой культуре
- Нотозавр показан в научно-популярном сериале «Прогулки с морскими чудовищами».
- Одна особь Нотозавра появляется в 5 сезоне телесериала «Мир юрского периода: Лагерь мелового периода» и играет роль второстепенного антогониста.